# Stálý výbor Všečínského shromáždění lidových zástupců

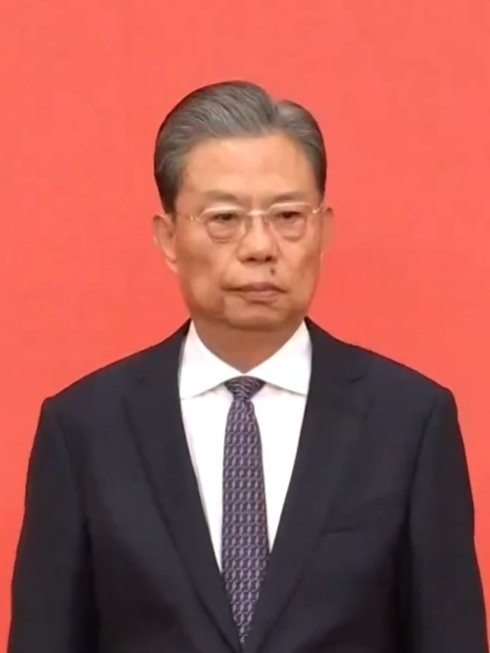
Současný předseda Stálého výboru Čao Le-ťi

Stálý výbor Všečínského shromáždění lidových zástupců (čínsky v českém přepisu Čchüan-kuo Žen-min Taj-piao Ta-chuej Čchang-wu Wej-jüan-chuej, pchin-jinem Quánguó Rénmín Dàibiǎo Dàhuì Chángwù Wěiyuánhuì, znaky zjednodušené 全国人民代表大会常务委员会, tradiční 全國人民代表大會常務委員會) je zákonodárný orgán v Čínské lidové republice. Jedná se o výbor zhruba 150 členů Všečínského shromáždění lidových zástupců, čínského parlamentu zasedajícího v plném obsazení jen jednou ročně. Stálý výbor fakticky plní funkci parlamentu po zbytek roku.
Předseda Stálého výboru je jedním z nejmocnějších mužů v Čínské lidové republice. Od března 2023 zastává funkci předsedy Stálého výboru Čao Le-ťi.